# Yeah (musikalbum)
Yeah är ett musikalbum av indiebandet band The Wannadies, släppt 1999 i Skandinavien och våren 2000 i Storbritannien.

## Låtförteckning
Alla låtar skrivna av Wiksten, S. Schönfeldt, F. Schönfeldt, Karlsson, Dahlgren.
1. "I Love Myself" – 3:06
2. "Yeah" – 3:08
3. "No Holiday" – 3:11
4. "Big Fan" – 3:47
5. "Don't Like You (What The Hell Are We Supposed To Do)" – 3:50
6. "String Song" – 4:39
7. "Can't See Me Now" – 3:53
8. "Kill You" – 2:52
9. "(You)" – 3:55
10. "Low Enough" – 3:22
11. "Idiot Boy" – 3:54
12. "Friend or Foe" – 5:00
13. "Ball" – 2:52
14. "...Have Another One" – 2:51